# Джазовая улица
Джа́зовая у́лица — улица в Бутырском районе Северо-Восточного административного округа города Москвы. Проходит от проектируемого проезда № 5427 до Складочной улицы.

## Название
Улица получила название 31 января 2023 года в связи с нахождением вблизи с жилым комплексом «Савёловский Сити», корпуса которого названы в честь известных джазменов: Луи Армстронга, Джона Колтрейна, Майлза Дэйвиса, Бенни Гудмена и других. Наименование было выбрано путём голосования на сайте «Активный гражданин» осенью 2022 года: альтернативами победившему варианту (предложенному саксофонистом Игорем Бутманом) были улица Валенти́на Парна́ха — в честь считающегося основателем советского джаза поэта и музыканта, танцора и хореографа Валентина Яковлевича Парнаха (Столетие российского джаза отмечалось 1 октября 2022 года), а также улица Станколи́та — в память о находившемся здесь заводе.

## Описание

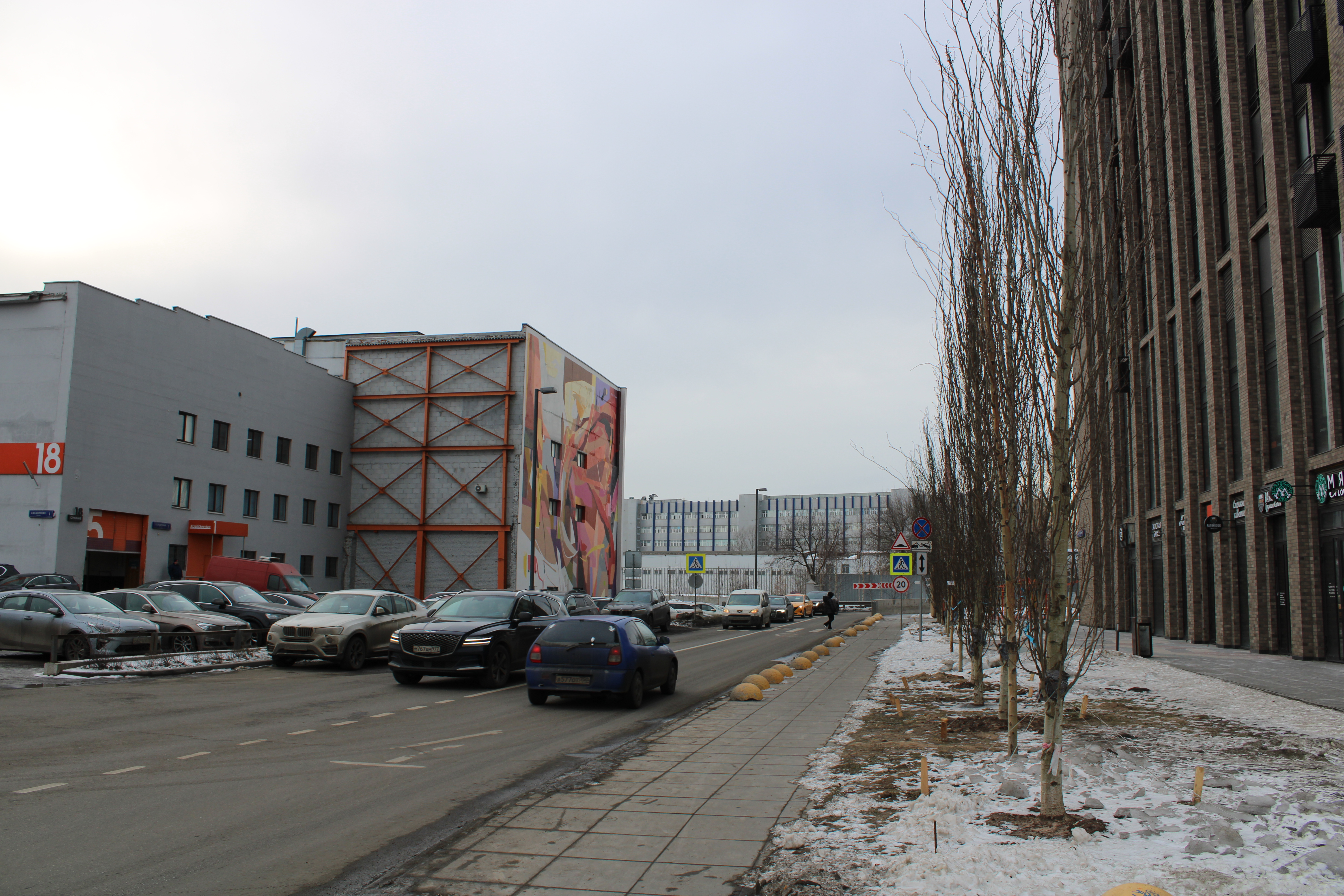
Вид в сторону парка станции Москва-Бутырская

Улица начинается от проектируемого проезда № 5427 — небольшого формально существующего проезда, продолжающего Новодмитровскую улицу, и проходит на восток. Заканчивается на развязке с круговым движением со Складочной улицей.
Имеет по одной полосе движения в обе стороны. Справа есть несколько платных парковочных мест.

## История
Улица возникла при застройке территории Московского чугунолитейного завода «Станколит», закрытого в 1998 году.

## Общественный транспорт

### Внеуличный транспорт

#### Станцииметро
- Дмитровская
- Савёловская
- Савёловская

#### Железнодорожные станции и платформы
- Савёловская
- Савёловская
- Дмитровская

### Наземный транспорт
Непосредственно по улице не проходят маршруты общественного транспорта. Вблизи расположена остановка «Складочная улица» со следующими маршрутами.

#### Автобусы
- 512: Складочная улица —  Марьина Роща —  Бутырская —  Тимирязевская —  Фонвизинская —  Тимирязевская